# Евнина, Елена Марковна
Еле́на Ма́рковна Евнина́ (31 июля 1910, Нижний Новгород — 1998) — советский и российский литературовед, историк французской литературы эпохи Возрождения, XIX—XX веков. Доктор филологических наук (1962, диссертация «Современный французский роман (1940—1960 гг.)»).

## Биография
Член ВКП(б) с 1929 года. Окончила Институт красной профессуры (1937) и МИФЛИ им. Н. Г. Чернышевского (1939). Репрессирована в конце 1940-х годов. Реабилитирована в 1956 году.
Работала в Институте мировой литературы им. А. М. Горького АН СССР (сектор зарубежной литературы, 1938—1970). Автор ряда разделов в многотомной «Истории французской литературы».
Награждена медалями. Член Союза писателей СССР (1957) и Союза писателей Москвы.

## Основные работы
- Франсуа Рабле. М., 1948
- Литература французского Сопротивления: (Период фашистской оккупации 1940-44 гг.). М., 1951
- Современный французский роман, 1940—1960. М., 1962
- Западноевропейский реализм на рубеже XIX—XX вв. М., 1967
- Виктор Гюго. М., 1976 (Из истории мировой культуры)
- Мир Рабле, М., 2003[3] ISBN 5-275-00899-6